# Velike Poljane (gmina Ribnica)
Velike Poljane – wieś w Słowenii, w gminie Ribnica. W 2018 roku liczyła 131 mieszkańców.